# Гонолек сомалійський
Гонолек сомалійський (Laniarius nigerrimus) — вид горобцеподібних птахів родини гладіаторових (Malaconotidae). Мешкає в Сомалі та Кенії. Раніше вважався підвидом чагарникового гонолека (Laniarius aethiopicus), однак за результатами молекулярно-генетичного дослідження 2008 року визнаний окремим видом.

## Опис
Довжина птаха становить 20—25 см. Верхня частина тіла чорна, за винятком білих плям на надхвісті. Нижня частина тіла біла з охристим або рожевуватим відтінком на грудях і боках. Дзьоб чорний, очі червонувато-карі. На крилах білі смуги. Молоді птахи мають дещо тьмяніше забарвлення, верхня частина тіла у них поцяткована жовтувато-охристими або жовтувато-коричневими плямками, на боках темні смужки, дзьоб сірувато-коричневий.

## Жовтогруда морфа
Жовтогруда морфа сомалійського гонолека, яка раніше вважалася окремим видом Laniarius liberatus була відома за єдиним екземпляром, спійманим в 1988 році в Сомалі, в провінції Хіран. Птах утримувався в неволі в Німеччині впродовж 14 місяців, а в березні 1990 року був випущений в дику природу. Через це гіпотетичний вид отримав назву Laniarius liberatus (від лат. liberatus — звільнений). Однак секвенування ДНК показало, що птах був рідкісною морфою сомалійського гонолека, а не окремим видом. Під час експедицій до Сомалі 1989 і 1990 року не було помічено гонолеків подібної рідкісної морфи.

## Поширення та екологія
Сомалійські гонолеки поширені в Сомалі в долинах річок Джубба і Вебі-Шебелле на південному сході країни, а також на північному сході Кенії до гирла річки Тана і острова Манда на півдні. Вони живуть у вологих субтропічних рівнинних і гірських лісах, чагарникових заростях і в прибережній рослинності.